# شورای ترنت

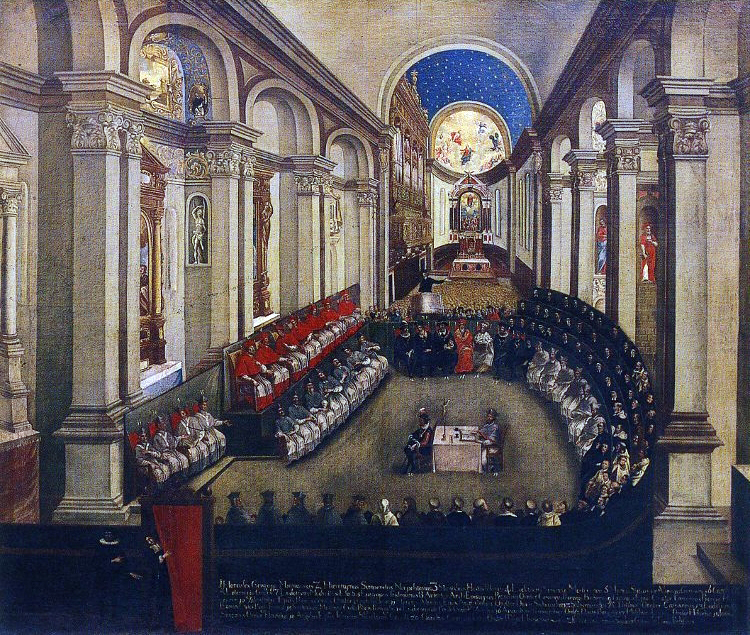
اجلاس شورای ترنت در کلیسای سانتا ماریا مجیوره در ترنتو (اواخر سده هفدهم میلادی)

شورای ترنت یکی از مهم‌ترین شوراهای سراسری کلیسای کاتولیک بود که بین سال‌های ۱۵۴۵ و ۱۵۶۳ میلادی در ترنتو و بولونیا در شمال ایتالیا برگزار شد. این شورا که ناشی از اصلاحات پروتستانی بود، به عنوان تجسم اصلاح کاتولیک توصیف می‌شد. چهارصد سال بعد، هنگامی که ژان بیست‌وسوم مقدمات شورای دوم واتیکان را فراهم می‌کرد، احکام صادر شده توسط آن شورا را تأیید کرد: «آنچه که بود، هنوز هست.»
افزون بر احکام، شورا نگرانی خود را در مورد آنچه که هرطقه ایجاد شده توسط پروتستانتیسم می‌خواند، ابراز کرد. هم‌چنین عبارات کلیدی و توضیحات مربوط به دکترین‌ها و آموزه‌های کلیسا را در پاسخ به آن‌ها بیان کرد. این توضیحات شامل کتاب آسمانی، سنت مقدس، گناه نخستین، رستگاری، آیین‌های کلیسا، قربانی مقدس و ستایش قدیسان بود. شورا ۲۵ جلسهٔ خود را از ۱۳ دسامبر ۱۵۴۵ تا ۴ دسامبر ۱۵۶۳ برگزار کرد. همهٔ جلسات به جز جلسه‌های نهم تا یازدهم که در سال ۱۵۴۷ در بولونیا تشکیل شد، در ترنتو برگزار شد. پاپ پل سوم که شورا را فراخواند، یازده جلسهٔ نخست را اداره کرد. پس از او جلسات دوازدهم تا شانزدهم (۱۵۵۱–۱۵۵۲) زیر نظر پاپ ژولیوس سوم و سایر جلسات (۱۵۶۲–۱۵۶۳) زیر نظر پاپ پیوس چهارم برگزار شد.
شورا در بررسی‌های خود ولگاته را به عنوان نمونهٔ رسمی کتاب مقدس معرفی کرد و فرمان ایجاد یک نسخهٔ استاندارد آن را صادر کرد؛ هرچند که تا ۱۵۹۰ به چنین دستاوردی نرسید. پیوس چهارم در ۱۵۶۵ آیین تریدنتینه (از نام لاتین ترنتو) را صادر کرد و جانشینش پیوس پنجم، تعلیمات مذهبی رومی و نسخه‌هایی از مراسم ربانی و کتاب دعا را به ترتیب در ۱۵۶۶، ۱۵۶۸ و ۱۵۷۰ میلادی صادر کرد.
بیش از سیصد و پنجاه سال پس از این شورا، شورای سراسری بعدی با نام شورای اول واتیکان تشکیل شد.

## زمینه

### رویدادهای پیش از شورا

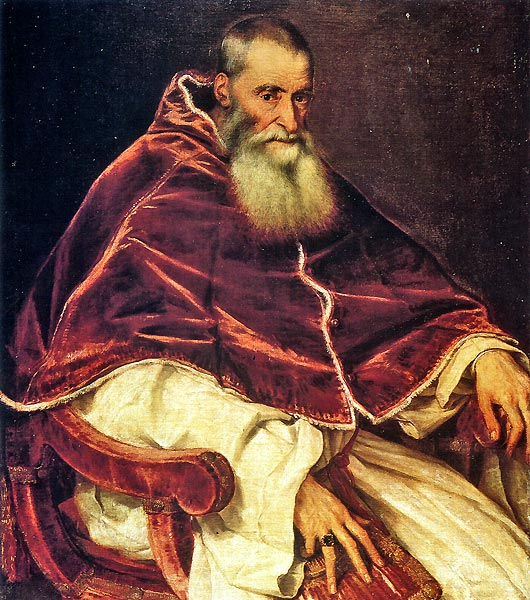
پاپ پل سوم، تشکیل دهنده شورای ترنت

در ۱۵ مارس ۱۵۱۷ میلادی، فعالیت شورای پنجم لتران، با چند پیشنهاد اصلاحی (برای انتخاب اسقف‌ها، مالیات، سانسور و موعظه) پایان یافت؛ ولی بسیاری از مشکلات عمدهٔ مورد مواجههٔ کلیسا در آلمان و سایر نقاط اروپا برطرف نشد. چند ماه بعد، مارتین لوتر اعلامیهٔ خود را در ویتنبرگ اعلام کرد.

### یک شورای عمومی آزاد در آلمان
موقعیت لوتر در شوراهای سراسری به مرور تغییر کرد، ولی او در ۱۵۲۰ از شاهزادگان آلمانی درخواست کرد که با کلیسای پاپی مخالفت کنند و حتی در صورت نیاز، شورایی را به صورت جداگانه و خارج از قلمرو پاپی، در آلمان تشکیل دهند. پس از آن که پاپ در مقاله «ای خداوند برخیز» ۵۲ ماده از اعلامیه لوتر را به عنوان هرطقه محکوم کرد، بزرگان آلمانی تشکیل یک شورا را بهترین روش برای وفق دادن تفاوت‌های موجود دانستند. کاتولیک‌های آلمان، که تعداشان کاهش یافته‌بود، به شورایی برای روشن شدن مسائل امید بسته بودند. شکل خارجی به خود گرفتن شورا، به دلیل بی‌میلی پاپ یک نسل طول کشید. یکی از خواسته‌های لوتران خروج مقام پاپی از شورا بود. دلیل دیگر آن، رقابت‌های سیاسی میان فرانسه و آلمان و خطر عثمانی در مدیترانه بود. در زمان پاپ کلمنت هفتم، نیروهای کارل پنجم در سال ۱۵۲۷ رم را غارت کردند. کلیسای سن پیترو و کلیسای سیستین برای نگهداری اسب‌ها به کار گرفته شدند. این رخداد و تردید پاپ میان فرانسه و آلمان باعث درنگ او شد. کارل پنجم به شدت موافق تشکیل شورا بود؛ ولی نیاز به موافقت فرانسوای اول پادشاه فرانسه که به او حمله کرده‌بود، داشت. فرانسوای اول به دلیل حمایت نسبی از نهضت پروتستان در فرانسه، کاملاً با شورای عمومی مخالفت بود و در سال ۱۵۳۳، پیشنهاد او برای تشکیل یک شورای سراسری شامل حاکمان کاتولیک و پروتستان اروپا برای توصیه مصالحه میان دو سیستم دینی اوضاع را پیچیده کرد. این پیشنهاد با مخالفت پاپ روبرو شد که معتقد بود موافقت با برگزاری این شورا به معنی به رسمیت شناختن پروتستان‌ها و بالا بردن قدرت شاهزادگان سکولار اروپا نسبت به روحانیون در امور کلیسا است. کارل که با حملهٔ ترک‌ها روبرو شده‌بود، از حمایت حاکمان آلمانی برخوردار شد تا بازگشایی شورای ترنت را به تأخیر اندازد.

## جلسات و شرکت‌کنندگان

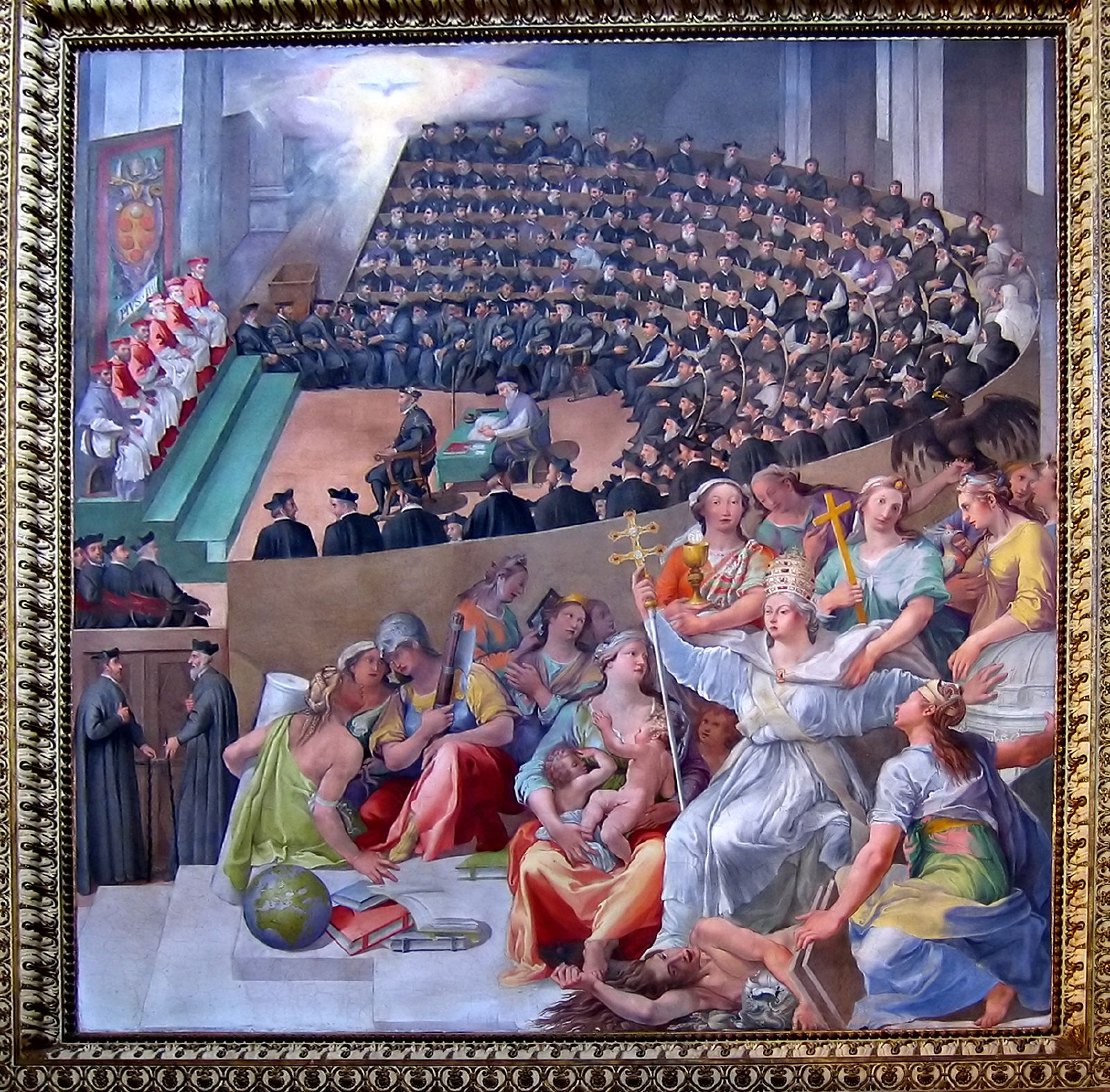
شورا، اثر پاسکواله کاتی

در پاسخ به مقالهٔ «ای خداوند برخیز» پاپ لئون دهم در سال ۱۵۲۰، مارتین لوتر نسخه‌ای از آن را سوزاند و درخواست برگزاری شورای سراسری را کرد. قانون‌گذاران آلمانی نیز در ۱۵۲۲ به درخواست پیوستند. کارل پنجم نیز از تشکیل شورا به عنوان وسیله‌ای برای اتحاد دوبارهٔ کلیسا و حل و فصل مناقشات اصلاحات پروتستانی حمایت و بر اجرای آن پافشاری کرد. پاپ کلمنت هفتم مانند فرانسوای اول، به‌شدت مخالف برگزاری شورا بود.
پاپ پل سوم که می‌دید اصلاحات پروتستانی دیگر محدود به چند واعظ نیست و بسیاری از شاهزادگان را به ویژه در آلمان با خود همراه کرده، به تشکیل شورا رضایت داد. هرچند که این پیشنهاد او مورد مخالفت همهٔ کاردینالها قرار گرفت. به هر حال، او مبلغانی را به سراسر اروپا فرستاد تا پیشنهاد شورا را مطرح کنند. پل سوم فرمان برگزاری یک شورای سراسری در منتووای ایتالیا در ۲۳ مه ۵۳۷ را صادر کرد. مارتین لوتر مقالات شمالکالد را در آماده‌سازی برای شورای سراسری نوشت. قرار بود مقالات شمالکالد موقعیت‌های امکان سازش یا عدم سازش برای لوتری‌ها را تعریف کند. طبق دستور امپراتور و پاپ پل سوم قرار بود شورا در تاریخ ۲۳ مه ۱۵۳۷ در منتووا برگزار شود؛ ولی به دلیل سر گرفتن یک جنگ دیگر کیان فرانسه و کارل پنجم و در نتیجه، عدم حضور اسقف فرانسه، برگزاری شورا به شکست انجامید. پروتستان‌ها نیز که از کارل پنجم شکست خورده‌بودند، از حضور در شورا خودداری کردند. مشکلات مالی در منتووا پاپ را در پاییز ۱۵۳۷ بر آن داشت که شورا را به ویچنزا منتقل کند که حضور در آن اندک بود. شورا در ۲۱ مه ۱۵۳۹ تا زمان نامحدود به تعویق افتاد. سپس پل سوم اصلاحاتی داخلی را در کلیسا آغاز کرد و کارل پنجم جلسه‌ای را با پروتستان‌ها در شورای شاهی در رگنسبورگ برای حل اختلافات تشکیل داد. اتحاد میان نمایندگان کاتولیک و پروتستان به دلیل درک متفاوت از کلیسا و عفو شکست خورد.
شورا تا ۱۵۴۵ به تأخیر افتاد و درست پیش از مرگ لوتر تشکیل شد. پاپ که منتووا را به عنوان محل جلسات پیشنهاد داده بود، پس از اصرار کارل پنجم آن را در ۱۳ دسامبر ۱۵۴۵ در ترنتو تشکیل داد. تصمیم پاپ برای انتقال شورا به بولونیا در مارس ۱۵۴۷ برای جلوگیری از طاعون، موفق نبود و شورا در ۱۷ سپتامبر ۱۵۴۹ برای مدت نامحدود تعطیل شد. بر اساس شرط کارل پنجم، هیچ‌یک از پاپ‌هایی که شورا در زمان حکومت آن‌ها تشکیل می‌شد، در آن شرکت نکردند. نمایندگان تام‌الاختیار پاپ به نمایندگی از مقام پاپی منصوب شدند.
شورا در ۱ مه ۱۵۵۱ توسط ژولیوس سوم در ترنتو بازگشایی شد؛ ولی به دلیل پیروزی ناگهانی موریس، انتخابگر ساکسونی، بر کارل پنجم و پیشروی او تا دولت تیرول (مجاور ترنتو) در ۲۸ آوریل ۱۵۵۲، شورا دوباره معلق شد. با پاپ شدن پل چهارم که بسیار ضد پروتستان بود، امید به برپایی مجدد شورا از بین رفت. شورا توسط پیوس چهارم برای آخرین بار، بازگشایی شد. این دورهٔ شورا از ۱۸ ژانویهٔ ۱۵۶۲ تا ۴ دسامبر ۱۵۶۳ به طول انجامید.
تعداد اعضای شرکت‌کننده در سه دورهٔ شورا به صورت قابل توجهی متغیر بود. نخستین جلسات شورا با حضور حدود ۳۰ اسقف برگزار شد. در پایان شورا، این عدد افزایش یافت؛ ولی به تعداد شرکت کنندگان در شورای اول نیقیه (۳۱۸ عضو) و شورای اول واتیکان (۷۴۴ عضو) نرسید. احکام در۱۵۶۳ توسط ۲۵۵ عضو، امضا شدند که بیشترین شمار مشارکت در شورا بود. این تعداد شامل ۴ نمایندهٔ تام‌الاختیار پاپ، ۲ کاردینال، سه ریش‌سفید، ۲۵ اسقف اعظم و ۱۶۸ اسقف (که دو سوم آن‌ها ایتالیایی بودند) بود.
حکومت فرانسه، تا آخرین لحظات، شورا را تحریم کرده‌بود؛ ولی هیئتی به ریاست کاردینال لورن در نوامبر ۱۵۶۲ وارد شورا شد. نخستین شعله‌های جنگ‌های مذهبی فرانسه در اوایل همان سال برافروخته شد و فرانسه تجربهٔ اقلیت قدرتمند پروتستان، شمایل‌شکنی و تنش‌های منجر به خشونت را داشت.

## تصمیمات شورا
1. به‌عقیدهٔ پروتستان‌ها، اصول عقاید دینی باید فقط از کتاب مقدس گرفته شود؛ اما شورا رأی داد که اصول مذکور هم از کتاب مقدس و هم از سنن و احادیث و اخبار کلیسا اخذ گردد.[۶]
2. پروتستان‌ها معتقد بودند که متن عبری تورات و متن یونانی انجیل باید مأخذ و ملاک باشد و هرکس محق باشد مطابق فهم خودش آن را تفسیر کند. اما این شورا رأی داد که تنها ترجمهٔ لاتین کتاب مقدس موسوم‌به ولگاته (به‌قلم ژروم) معتبر و رسمی است و جز کلیسا کسی را حق تفسیر آن نیست.[۷]
3. به‌عقیدهٔ پروتستان‌ها، انسان گناهکار است و فقط ایمان به پروردگار و رحمت الهی و توکل به‌خدا ممکن است رستگارش کند نه خریدن بخشش‌نامه از پاپ. اما شورا رأی داد که خریدن بخشش‌نامه مایهٔ  استحقاق زندگی جاودانی است.[۸]
4. شورا هفت آئین مقدس کاتولیک‌ها را، که در آن زمان معمول بود، تنفیذ کرد، حال‌آنکه پروتستان‌ها به تنها دو آیینش معتقد بودند: غسل تعمید و عشای ربانی.[۹]
5. پروتستان‌ها برآن بودند که دعا و عبادت باید به‌زبان مادری هرکس باشد؛ ولی شورا رأی داد که باید در همه‌جا به‌زبان لاتین باشد.[۱۰]
6. پروتستان‌ها معتقد به ریاست فائقهٔ پاپ و سلسله مراتب اسقفان و کشیشان نبودند و تأهلشان را جایز می‌شمردند. شورا درست برضد این عقاید رأی داد.[۱۱]

## نتایج
پس از انتشار تصمیمات شورا، منازعات و خونریزی‌های بسیار روی‌داد و دادگاه معروف اسپانیایی موسوم‌به تفتیش عقاید برپا گردید و جنگ‌های متعددی از جمله جنگ‌های سی‌ساله (۱۶۱۸ تا ۱۶۴۸) به‌ظهور پیوست.